# Amarillo (singolo)
Amarillo è un singolo del cantante colombiano J Balvin, pubblicato il 19 marzo 2020 come quarto estratto dal quinto album in studio Colores.

## Video musicale
Il video musicale, diretto da Colin Tilley, è stato reso disponibile il 19 marzo 2020 in concomitanza con l'uscita del singolo.

## Tracce
Testi e musiche di Afro Bros, DJ Snake, J Balvin, Ronal El Killa e Sky Rompiendo.
1. Amarillo – 2:37

## Formazione
Musicisti
- J Balvin – voce

Produzione
- DJ Snake – produzione
- Sky Rompiendo – produzione, produzione vocale, co-produzione
- Alejandro Patiño – produzione vocale, registrazione
- Afro Bros – produzione, co-produzione
- Joe Iglesias – registrazione
- Esteban Higuita Estrada – assistenza alla registrazione
- Josh Gudwin – missaggio

## Classifiche

### Classifiche settimanali
| Classifica (2020)     | Posizione massima |
| --------------------- | ----------------- |
| Argentina             | 30                |
| Belgio (Vallonia)     | 59                |
| Colombia              | 2                 |
| Costa Rica            | 6                 |
| Francia               | 104               |
| Italia                | 71                |
| Messico               | 9                 |
| Perù                  | 154               |
| Portogallo            | 68                |
| Repubblica Dominicana | 30                |
| Spagna                | 1                 |
| Stati Uniti           | 107               |
| Svizzera              | 44                |

### Classifiche di fine anno
| Classifica (2020) | Posizione |
| ----------------- | --------- |
| Spagna            | 27        |